# Germund Carl Axel Söderbergh
Germund Carl Axel Söderbergh, född 24 augusti 1805 i Linköping, död 7 november 1857 i Västra Stenby socken, han var en svensk kyrkoherde i Västra Stenby församling.

## Biografi
Germund Carl Axel Söderbergh föddes 24 augusti 1805 i Linköping. Han var son till hovrättskommissarien Per Söderbergh och Maria Christina Godberg. Söderbergh studerade i Linköping och blev höstterminen 1824 student vid Lunds universitet, Lund. Han blev 23 juni 1832 magister i Lund och 29 januari 1839 kollega i Norrköping, tillträde direkt. Söderbergh avlade pastoralexamen 5 juni 1845 och prästvigdes 8 juni samma år. Han blev 8 mars 1852 kyrkoherde i Västra Stenby församling, Västra Stenby pastorat, tillträde 1854. Han avled 7 november 1857 i Västra Stenby socken och begravdes 8 december samma år av kontraktsprosten Per Niclas Dahlgren. Likpredikan hölls av doktor Lidberg.

### Familj
Söderbergh gifte sig 12 oktober 1839 med Sophia Christina Silvius (1804–1891). Hon var dotter till handlanden Gustaaf Fredrik Silvius och Fredrica Ulrica Schenling i Skänninge. Christina Silvius hade tidigare varit gift med handlanden Gustaf Fredrik Hellström i Skänninge.